# Lasioglossum epichlorum
Lasioglossum epichlorum är en biart som först beskrevs av Cockerell 1937.  Lasioglossum epichlorum ingår i släktet smalbin, och familjen vägbin. Inga underarter finns listade i Catalogue of Life.